# Caroline Hayes
Caroline Hayes – brytyjska aktorka filmowa i telewizyjna mieszkająca i pracująca w Londynie.